# (1249) Rutherfordia
(1249) Rutherfordia es el asteroide número 1249 situado en el cinturón principal. Fue descubierto por el astrónomo Karl Wilhelm Reinmuth  desde el observatorio de Heidelberg, el 4 de noviembre de 1932. Su designación alternativa es 1932 VB. Está nombrado por la ciudad estadounidense de Rutherford.